# Foolish Beat
《愚蠢的節奏》（Foolish Beat）是美國女歌手黛比·吉布森在1988年2月發行的歌曲，它在告示牌單曲榜獲得一週冠軍，成為黛比·吉布森首支全美冠軍單曲，〈愚蠢的節奏〉在英國單曲榜最高名次為第9名。

## 歌曲資料

### 收錄專輯
〈愚蠢的節奏〉最早收錄在黛比·吉布森首張個人錄音室專輯《走出憂鬱》（Out of the Blue），〈愚蠢的節奏〉是從這張專輯中所推出的第四首單曲。《走出憂鬱》專輯前三首單曲分別為〈Only In My Dreams〉（no.4）、〈Shake Your Love〉（no.4）和〈Out of the Blue〉（no.3）。

### 單曲簡介
〈愚蠢的節奏〉從創作編寫到配唱錄製完成，全部出自黛比·吉布森一人之手。這是首旋律優美節奏舒緩的情歌，歌詞意義很簡單，就是一個女生訴說她對情人的思念，黛比·吉布森寫下這首歌的時候，她還只是個學生而已。

### 商業成績
而在接連三首舞曲出擊之後，《走出憂鬱》所推出的第四首單曲〈愚蠢的節奏〉改主打唯美抒情歌曲，這首單曲在1988年4月23日進榜，首週成績為第57名，優美的旋律好聽的嗓音讓這首抒情佳作，在1988年6月25日登上告示牌單曲榜榜首位置，〈愚蠢的節奏〉成為黛比·吉布森首支全美冠軍單曲，當時她年僅17歲又299天，創下史上最年輕詞曲創作兼主唱者奪冠紀錄。